# Signatura espectral
El Sol emet la radiació que incideix en primer lloc en l'atmosfera terrestre. Els gasos presents a l'atmosfera, com la resta de la matèria present a l'Univers, interacciona amb la radiació, absorbint-la, reflectint-la, i/o transmetent-la. Un cop que la radiació solar ha traspassat l'atmosfera interacciona amb la superfície terrestre, trobant-se amb tota mena de materials diferents: Aigües dolces, salades, terra nua, neu, zones de vegetació densa, zones de vegetació arbustiva, ciutats, etc. Cada tipus de superfície interacciona amb la radiació de manera diferent, absorbint unes longituds d'ona molt concretes i reflectint altres en unes proporcions determinades. Aquesta característica fa possible que es puguin identificar els diversos objecte: sòl, vegetació, aigües..., ja que mitjançant experiments en laboratoris s'han pogut caracteritzar el comportament d'aquestes diverses superfície al rebre radiació i caracteritzant els percentatges de reflexió, absorció, i transmissió. A aquest comportament concret de cada objecte és el que s'anomena firma o signatura espectral.